# Моррілл (округ, Небраска)
Шаблон:StateAbbr_ 41°41′ пн. ш. 103°01′ зх. д. / 41.69° пн. ш. 103.01° зх. д.
Округ Моррілл (англ. Morrill County) — округ (графство) у штаті Небраска, США. Ідентифікатор округу 31123.

## Історія
Округ утворений 1908 року.

## Демографія
За даними перепису
2000 року
загальне населення округу становило 5440 осіб, усе сільське.
Серед мешканців округу чоловіків було 2691, а жінок — 2749. В окрузі було 2138 домогосподарств, 1494 родин, які мешкали в 2460 будинках.
Середній розмір родини становив 3,03.
Віковий розподіл населення поданий у таблиці:
| Стать    | До 15 років | 15-21 | 22-29 | 30-39 | 40-49 | 50-65 | 65-85 | Понад 85 |
| -------- | ----------- | ----- | ----- | ----- | ----- | ----- | ----- | -------- |
| Чоловіки | 607         | 288   | 202   | 319   | 429   | 447   | 361   | 38       |
| Жінки    | 585         | 252   | 192   | 314   | 421   | 457   | 439   | 89       |

## Суміжні округи
- Бокс-Б'ютт — північ
- Шерідан — північний схід
- Гарден — схід
- Шаєнн — південь
- Беннер — південний захід
- Скоттс-Блафф — північний захід